# Круг двојком
„Круг двојком” је југословенска телевизијска серија снимљена 1967. године у продукцији Телевизије Београд.

## Епизоде
| Сезона | Епизода | Назив              | Датум          |
| ------ | ------- | ------------------ | -------------- |
| 1      | 1       | Бајлонова пијаца   | 3. јуна 1967.  |
| 1      | 2       | Правни факултет    | 10. јуна 1967. |
| 1      | 3       | Вуков споменик     | 17. јуна 1967. |
| 1      | 4       | Славија            | 24. јуна 1967. |
| 1      | 5       | Железничка станица | 1. јула 1967.  |
| 1      | 6       | Калемегдан         | 8. јула 1967.  |

## Улоге
| Глумац                  | Улога                       |
| ----------------------- | --------------------------- |
| Драган Лаковић          | Бериша (6 еп. 1967)         |
| Оливера Марковић        | (6 еп. 1967)                |
| Жарко Митровић          | Марко Вранац (6 еп. 1967)   |
| Миодраг Петровић Чкаља  | Кондуктер Дача (6 еп. 1967) |
| Александар Стојковић    | (6 еп. 1967)                |
| Михајло Бата Паскаљевић | (4 еп. 1967)                |
| Љубиша Бачић            | (3 еп. 1967)                |
| Љуба Тадић              | (3 еп. 1967)                |
| Петар Банићевић         | (2 еп. 1967)                |
| Живојин Жика Миленковић | (2 еп. 1967)                |
| Марија Милутиновић      | (2 еп. 1967)                |
| Данило Бата Стојковић   | (2 еп. 1967)                |
| Бранка Веселиновић      | (2 еп. 1967)                |
| Предраг Лаковић         | (1 еп. 1967)                |
| Снежана Никшић          | (1 еп. 1967)                |
| Новица Петковић         | (1 еп. 1967)                |
| Власта Велисављевић     | (1 еп. 1967)                |

Комплетна ТВ екипа  ▼
| Редитељ     | Соја Јовановић      | (6 еп. 1967) |
| Сценариста  | Драгутин Добричанин | (6 еп. 1967) |
| Сценограф   | Миомир Денић        | (6 еп. 1967) |
| Костимограф | Јелисавета Гобецки  | (6 еп. 1967) |